# Slivno (Šibenik)
Slivno je naselje u Šibensko-kninskoj županiji, a upravno pripada Gradu Šibeniku. Jedno je od naselja oko željezničke postaje Perković. Osim Slivna tu su: Perković i Sitno Donje.

## Zemljopisni položaj
Slivno je od željezničke postaje Perković udaljeno oko 2 km. 
U Slivno se iz Šibenika može cestom preko Danila iz pravca Dubrave ili Vrpolja.
Na izlazu iz doline Danila preko Orišića (Orišja) na vrhu prijevoja s lijeve strane su Ivići ili Gornji Ercezi, prvi zaselak Slivna. Nakon 300-400 m, poslije oštrog zavoja, pojavljuje se udolina Slivna. Ispred, na brdašcu je crkva sv. Ivana, a lijevo na horizontu udoline, ispod greda Parizovca  su Varnice i Gornji Crljeni. Spuštanjem cestom padinama Ošljaka, s lijeve strena iznad polja, poredani su Stančići, Bralići, Mrkovići. Na izlazu iz doline, poslije Spomenika,  ispod Gradine su Ercezi, a desno od njih, na zapad su Celići. Time završavaju dijelovi naselja Slivno.
Samo ime kazuje da se u dolinu Slivna slivaju vode s okolnih brda, od kojih u dnu doline nastaje potok Slivanjac, gdje su nekada bili poznati bunari, Slivanjac, Jendek, Celića bunar, Mrkovića bunar. 

## Stanovništvo
| broj stanovnika | 338   | 348   | 278   | 314   | 342   | 432   | 539   | 502   | 521   | 535   | 510   | 370   | 294   | 180   | 126   | 110   | 95    |
|                 | 1857. | 1869. | 1880. | 1890. | 1900. | 1910. | 1921. | 1931. | 1948. | 1953. | 1961. | 1971. | 1981. | 1991. | 2001. | 2011. | 2021. |

## Povijest
Slivno je oduvijek administrativno pripadalo distriktu/kotaru/općini Šibenik. 
Prvi mu spomen nalazimo u reformacijama ("izmjenama i dopunama") Statuta grada Šibenika. U R108 iz 1401. u propisu o čišćenju lokava i u R211 iz 1430. o organizaciji i radu "sudaca za polja, putove i gromače".
Sljedeće godine u kojima se spominje Slivno: 
Godine 1470. Slivno je dalo čak 7 članova posade za trogirsku galiju protiv Turaka, a 1486. dva člana za šibensku galiju.
God. 1499. Turci su orobili Slivno i odveli 74 osobe. Nakon Tursko-mletačkog rata (1537. – 1540.) Slivno je bilo u okupiranom dijelu šibenskog distrikta. Sljedeći spomen je tek nakon Kandijskog rata (1645. – 1669.) kada je izbio spor kome će pripasti Slivno.
Nakon oslobođenja od Turaka, Slivno se spominje u mletačkim katastrima šibenskog dijela Zagore iz 1709. u popisu posjednika za područje Danila (Ristretto della campagna di s. Daniel et contrada di Slivno) s podacima o broju i strukturi domaćinstava i stoke.
U crkvenom pogledu Slivno je pripadalo jednoj od župa na Danilu. Nakon dolaska pod Turke većina stanovništva se povukla u primorje i potpadali su župi Mandalina. Tako je ostalo i nakon odlaska Turaka koncem 17. stoljeća, pa sve do 1858. odnosno do ponovnog osnivanja župe Danilo, kojoj su pridodani Slivno, Perković i Mravnica. Slivno i Perković su ostali u toj župi do danas.

## Neki podaci iz prošlosti

### Iz austrijskog katastra 1840. – 44.
Iz Uvoda Operata porezne procjene za poreznu općinu Slivno (s Perkovićem):
- Površina i obradivost terena:

- - 2816 jugera + 1014 klaftera (1 juger = oko 5755 m2, 1 klafter = oko 3,6 m2)
  - katastarskih čestica: 1819
  - obradivost: plodno 14%, neplodno 85%, ostalo 1%

- Stanovništvo:

kuća 49, obitelji 46, duša 286 (muških 152, ženskih 134), radnosposobnih 225
- Stoka:

volova 120, krava 36, konja 15, magaradi 16, ovaca 1962, koza 747, svinja 89.
Radi porezne procjene za svaku vrstu uzgoja (njive, vinogradi, vrtli, pašnjaci i šuma) određena je klasa. Za prvu klasu njiva kao primjer se navodi particela br. 274 u predjelu Staza, u vlasništvu Ivana Bana iz Šibenika. Za drugu klasu kao primjer se navodi particela br. 422 ispod kuća Erceg, u vlasništvu Šarić Ivana iz Šibenika, a za treću klasu je particela br. 893 u predjelu Pod Zajarkovište vlasnost Perković Tome. 
 Za vinograd prve klase naveden je onaj na čest. br. 288 u predjelu Staza u valsništvu Erceg Lovre iz Šibenika, a u drugoj klasi vinograd Varnica Bernarda na čest. br. 571 u predjelu Tičarić. Za vrtle je kao primjer naveden vrt Perković Tome u predjelu Perkovići na čest. 1185. 
 Kao predstavnici sela pri utvrđivanju kultura (uzgoja) i njihovoj klasifikaciji sudjelovali su: glavar Celić Ivan i izaslanici: Celić Mate, Crljen Jakov, Crljen Mijo, Erceg Pavao, Mrković Frane i Varnica Mate.

### Iz popisa stoke u općini Šibenik 1904.
U Slivnu je te godine bilo: 18 konja, 16 kobila, 12 magaradi, 25 volova, 15 krava, 300 ovaca, 15 koza, 80 svinja, 210 peradi.

## Crtice iz prošlosti

### Izbor glavara i pristava u Slivnu 1877/78
Dana 26, travnja 1877. na štaciji Perkovića održan je 'sbor birača Slivna pod presjedanjem općinskog prisjednika gospodina Šime Koštana, o čemu je sastavljen Napisnik. Zboru je pristupilo 19 članova, a nakon što je prisjednik zbor otvorio (izjavio da sbor nastaje) stadoše predlagati za novog glavara i glasove dobiše: Ante Bralić Jakovljev 18 glasova, Jakov Stančić Antin 16 i Tome Celić p. Tome 15 glasova. Na koncu se većina opredijelila za Tomu Celića. 
 Za pristava (pomoćnik glavaru, osoba od povjerenja u sporovima) glasove dobiše: Paško Perković p. Mate 16 glasova, Ivan Crljen p. Mije 12 i Joso Celić p. Mate 11 glasova. 
 Međutim, Toma Celić nije bio podoban, pa da bude izvršena bolja glavarstvena služba u Slivnu, njega se sljedeće godine otpušta od službe glavara, a do izbora novog službu glavara bit će izvršena od pristava Paška Perkovića. Istovremeno je zakazan zbor za 28. ožujka 1878. o čemu je izvješen oglas na vratima kuće pristava. Prema Napisniku za novog glavara su predloženi: Jakov Erceg p. Joke 11 glasova, Pilip Erceg p. Pavla 10 glasova i Ante Bralić Jakovljev 8 glasova, a glavarom je postao Jakov Erceg.

### Pravila o harambašama i rondi
* U dojednoj poreznoj obćini službu obćinskog redarstva obnaša arambaša. ako ima komšiluka vrlo odaljenih od arambašine kuće, u vlade se pita neka dopusti u onom selu i podarambašu. 
* Arambaša je dužan: paziti na red, na mir i sigurnost, pomoći poglavici mjesta da se izvrše zakoni i starije naredbe. 
* Obilaziti katkad i obnoć krčme, da vidi ovršuju li se obstojeće naredbe: da ne bude tu zločinaca, igrača i smutljivaca. 
* Obilaziti polja te paziti: 
 a) da se nebi prestupali zakoni ili krili oni koje sud ište; 
 b) da tko nebi kvario pute, mostove, osušne i morske vode i druge javne zgradnje; 
 c) da tko nebi činio štete goram i radnjam posebnika ili obćinskim; poljari izvršuju li svoje dužnosti, pak i njim do potrebe i pomoći; 
 d) da se nebi tko izkrcavao na puste kraje (luke mrtve). 
* Hvatati one koje mu vlasti narede, i pomagati u pobiranju danjaka. 
* Nemogu arambaše po sebi nikoga uhvatiti, već da ga zateknu u zločinu ili s biljegom zločina stopro počinjena. 
* Bez okane moraju predati kod obćinskog ureda uhvaćene, a uprav sudijama gdje ih ima. 
* Gdjegod čuju smutnju, moraju pritrčati, razmiriti i uhvatiti krivce, te odmah preko glavara prijaviti sudu i opremit mu uhvaćene. 
* Kako se začuje za kakvu nezgodu, arambašina je dužnost priskočiti na pomoć, 
* Kao pomoćnici pod arambašom stoje rondari. 
* Arambaša podložan je najprije starešini svoga mjesta, pak uredu općinskome i kotarskome. 
* Služba arambašina obično neprelazi preko granica svoga sela, vać ako prati uhvaćene ili javni novac, ili ako je u potjeri zločinaca. 
* Za arambašu i podarambašu sbor seoski predloži tojicu, a iz te trojice vieće imenuje jednoga. 
* Za rondare glavar predlaga osobe, a opraviteljstvo obćinsko odabira i imenuje. 
* Služba im traje tri godine, a zakletvu polagaju kod kot. poglavarstva. 
* Dojedno pravilo ovdje uglavljeno za arambaše valja i za podarambaše. 
* Rondari primaju dio nagrada kad uhvate zločince, kriomčare ili zabranjeninu, i primaju dio globa za štete poljske, od pristojbina kad pobiraju danjke ili prate tamničare jali novac. 
* Arambašu i podarambašu nemarne ili nepokorne, kad veće krivice nebi imali, kot. poglavar podepsuje za prvi put ukorom ili globom od fi. 2 do 10, za drugi put zatvorom od 1 do 5 dana, treći puta moraju se zbaciti; dali sveđer prije pita se što kaže mjesni starešina i obćinski ured. 
* Za ista pomanjkanja i starešina mjesta, ako njim propušta ili je s njima, upada u iste pedepse, izim da je prevaren bio. 
* Rondari kada su u službi dužni su nositi perje, da se nebude mogao nitko ogovarati da ih nije poznavao. 
* Krilo arambašino ima pet pera, podarambašino četri, a prosta rondara tri. Perje predaje načelnik obćinski, a dojedan valja da ga povrati kad mu služba svrši. 
* Valja proglasiti novoimenovane rondare (razumi se i arambaše) i u njihovome selu i u susjednim.

### TužbaTome Stančić p. Ante iz 1892.
On općini podnosi tužbu da je 20.06. ujutro oko 8 sati Jadre Erceg p. Marka pasao 40 runjači (ovaca) u njegovom mladom vinogradu u Đuluši, što mogu posvjedočiti Mate Erceg p. Tome i Joso Erceg p. Krste.

### Duranoviiz Slivna
Godine 1905. u Kotarsko poglavarstvo u Šibeniku došli su Arif Dura=Delolić p. Rešida iz Slivna i Osman Dura=Delolić i na zapisnik 19.09.1905. podnose prijavu da žele u Šibeniku tjerati obrt prodaje voća. Poglavarstvo odlučuje da se imenovanima, koji su sada u Šibeniku, ispusti obrtni list za tjeranje slobodnog obrta na morskoj obali u Šibeniku.

### Služba valja da se plati i zBogon
Braća Marko i Mile Crljen p. Ante 24. veljače 1909. mole i pitaju Općinu akoj moguće vrć poljara za njihovu branjevinu ogradu Dočić za Prosikom, gdje su oni staru goru isikli za klačinu, da se bolje opruti. Oni meću Vicu Crljena p. Ante, a služba valja da se plati izBogon.